# Luxemburgische Rugby-Union-Nationalmannschaft
Die luxemburgische Rugby-Union-Nationalmannschaft vertritt Luxemburg in der Sportart Rugby Union. Sie spielt in der Division 2D des European Nations Cup und konnte sich bislang noch für keine Weltmeisterschaft qualifizieren. Luxemburg wird vom Weltverband International Rugby Board in die vierte Stärkeklasse (third tier) eingeteilt.
Der Rugbysport wurde 1973 in Luxemburg vorgestellt, seit 1976 ist das Land Mitglied des europäischen Verbands FIRA. Das erste Länderspiel bestritt Luxemburg 1975 gegen Belgien und verlor mit 28:6. Seit 1991 ist man Mitglied des IRB und nimmt seitdem auch an der Qualifikation zu den WM-Turnieren teil.
Die beiden Vereine des Landes, der Rugby Club Luxembourg (RCL) und der Rugby Club Walferdange (RCW), bestreiten ihre Spiele in anderen Ländern, da es in Luxemburg keine eigene Liga gibt. Der RCL spielt derzeit in der 1. Bundesliga in Deutschland und hat zuvor in Frankreich sowie jahrelang in der ersten belgischen Liga gespielt. Der RCW ist Teil der dritten belgischen Liga und setzt im Gegensatz zum RCL vorwiegend auf junge einheimische Spieler.

## Länderspiele
| Land                    | Spiele | Gewonnen | Verloren | Unentschieden |
| ----------------------- | ------ | -------- | -------- | ------------- |
| Andorra                 | 5      | 1        | 3        | 1             |
| Armenien                | 1      | 0        | 1        | 0             |
| Aserbaidschan           | 1      | 1        | 0        | 0             |
| Belgien                 | 4      | 0        | 4        | 0             |
| Bermuda                 | 1      | 1        | 0        | 0             |
| Bosnien und Herzegowina | 6      | 5        | 1        | 0             |
| Bulgarien               | 6      | 2        | 4        | 0             |
| Dänemark                | 2      | 0        | 2        | 0             |
| DDR                     | 1      | 1        | 0        | 0             |
| Deutschland             | 2      | 0        | 2        | 0             |
| Finnland                | 3      | 2        | 1        | 0             |
| Georgien                | 1      | 0        | 0        | 1             |
| Israel                  | 6      | 3        | 3        | 0             |
| Kroatien                | 2      | 1        | 1        | 0             |
| Lettland                | 2      | 0        | 2        | 0             |
| Litauen                 | 5      | 2        | 3        | 0             |
| Malta                   | 1      | 0        | 1        | 0             |
| Moldau                  | 1      | 0        | 1        | 0             |
| Monaco                  | 2      | 1        | 0        | 1             |
| Norwegen                | 3      | 2        | 1        | 0             |
| Österreich              | 4      | 2        | 2        | 0             |
| Schweden                | 3      | 0        | 3        | 0             |
| Schweiz                 | 4      | 0        | 4        | 0             |
| Serbien                 | 1      | 0        | 1        | 0             |
| Slowenien               | 3      | 1        | 2        | 0             |
| Tunesien                | 1      | 0        | 1        | 0             |
| Ungarn                  | 2      | 0        | 2        | 0             |
| Total                   | 72     | 23       | 46       | 3             |

## Ergebnisse bei Weltmeisterschaften
- Weltmeisterschaft 1987: nicht teilgenommen
- Weltmeisterschaft 1991: nicht teilgenommen
- Weltmeisterschaft 1995: nicht qualifiziert
- Weltmeisterschaft 1999: nicht qualifiziert
- Weltmeisterschaft 2003: nicht qualifiziert
- Weltmeisterschaft 2007: nicht qualifiziert (2. Qualifikationsrunde)
- Weltmeisterschaft 2011: nicht qualifiziert (1. Qualifikationsrunde)
- Weltmeisterschaft 2015: nicht qualifiziert (2. Qualifikationsrunde)
- Weltmeisterschaft 2019: nicht qualifiziert (2. Qualifikationsrunde)